# Atsuhiro Iwai
Atsuhiro Iwai (jap. 岩井 厚裕 Iwai Atsuhiro; ur. 31 stycznia 1967) – japoński piłkarz występujący na pozycji obrońcy.

## Kariera klubowa
Od 1989 do 1998 roku występował w klubach Yokohama Flügels i Avispa Fukuoka.